# Gorilla (canción de Bruno Mars)
«Gorilla» es una canción del cantautor estadounidense Bruno Mars. Es el cuarto sencillo de su álbum Unorthodox Jukebox. La canción fue escrita por Mars, Philip Lawrence y Ari Levine, y producida por The Smeezingtons, Emile Haynie, Jeff Bhasker y Mark Ronson. Gorilla es de tipo rock, soft rock, R&B y quiet storm. Trata sobre hacer el amor como animales salvajes. Mars dijo que fue "la primera canción para Unorthodox Jukebox y que de verdad asentó las bases para todo el álbum", a lo que también dijo que era la razón de que apareciera un gorila en la portada.

## Video musical
El video estuvo a cargo de Cameron Duddy, con la coproducción del propio Mars. El video comienza mostrando a dos bailarinas hablando en español, y hablando de una nueva estríper que no quieren que se quede con el cantante. Está protagonizada por la actriz india Freida Pinto, interpretando a Isabella, una aprendiz de estríper en un cabarét de carretera "La Jungla" que es presentada por su dueño, interpretado por el actor Luis Guzmán como “la chica nueva de la ciudad”.
Luego Isabella empieza a hacer un estriptis mientras Mars interpreta la canción, intercalado con escenas de Mars e Isabella compartiendo un apasionado beso dentro de un auto.

## Créditos y personal
El 8 de noviembre, tras tener un gran éxito la canción en el Billboard Hot 100 y haber obtenido el lugar 22, Bruno Mars, decide sacar una versión remix con las participaciones de los raperos R. Kelly y Pharrell Williams, confirmándolo por su cuenta de Twitter.

### Grabación
- Grabado en: Levcon Studios en Los Ángeles, California; Remix hecho en Larrabee Sound Studios en North Hollywood, California.Pharrell Williams, colaborador de la versión RemixBruno Mars en una entrevista.

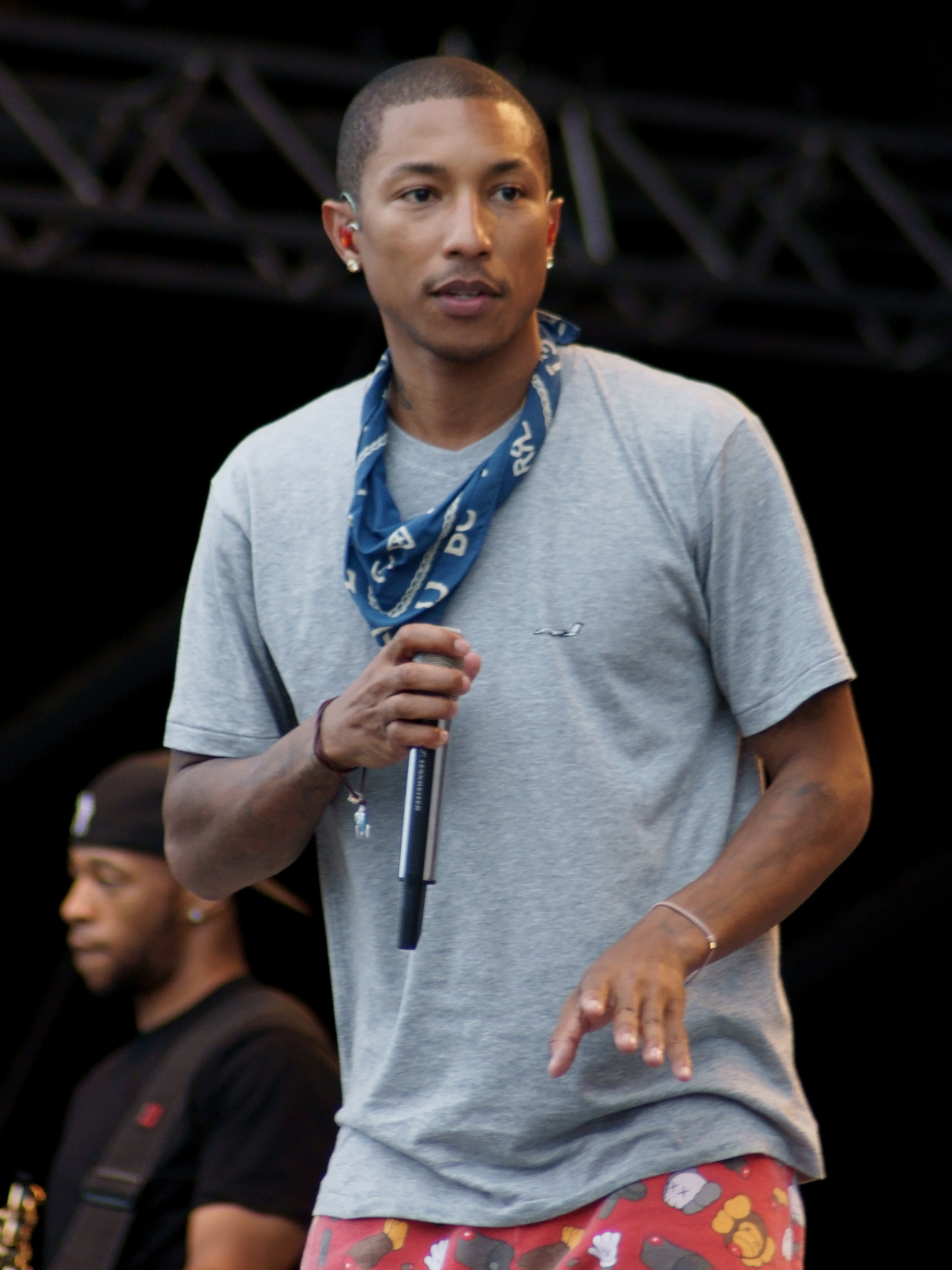
Pharrell Williams, colaborador de la versión Remix

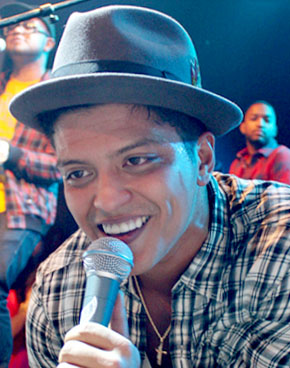
Bruno Mars en una entrevista.

### Personal
| - Escritor – Ari Levine, Bruno Mars, Philip Lawrence - Producción – The Smeezingtons, Jeff Bhasker, Emile Haynie y Mark Ronson - Ingeniero – Ari Levine, Charles Moniz (adicional) - Remix – Manny Marroquin - Mastering – David Kutch - Grabación - ALALAL, Ari Levine, Mark Ronson, Bob Mallory(asistente), Tyler Hartman(asistente) | - Tambores – Steve Jordan - Guitarra – Sharrod Barnes - Teclado – Jeff Bhasker |

## Posicionamiento en listas y certificaciones

### Listas semanales
| Lista (2013)                                | Mejor posición |
| ------------------------------------------- | -------------- |
| Australia (ARIA)                            | 41             |
| Austria (Ö3 Austria Top 40)                 | 74             |
| Bélgica (Flandes) (Ultratip Bubbling Under) | 11             |
| Bélgica (Valonia) (Ultratip Bubbling Under) | 9              |
| Canadá (Canadian Hot 100)                   | 23             |
| Estados Unidos (Billboard Hot 100)          | 22             |
| Estados Unidos (Adult Top 40)               | 23             |
| Estados Unidos (Mainstream Top 40)          | 11             |
| Estados Unidos (Rhythmic)                   | 9              |
| Francia (SNEP)                              | 117            |
| Irlanda (IRMA)                              | 53             |
| México (Billboard Ingles Airplay)           | 26             |
| Países Bajos (Dutch Top 40)                 | 31             |
| Reino Unido (UK Singles Chart)              | 62             |

### Certificaciones
| País           | Organismo certificador | Certificación | Ventas    | Ref.   |
| -------------- | ---------------------- | ------------- | --------- | ------ |
| Australia      | ARIA                   | Oro           | 35 000    | [ 18 ] |
| Estados Unidos | RIAA                   | Platino       | 1,000,000 | [ 19 ] |